# Mikel Oyarzabal
Mikel Oyarzabal Ugarte (n. 21 aprilie 1997, Eibar, Spania) este un fotbalist spaniol care joacă pe post de extremă sau atacant la echipa spaniolă Real Sociedad și la Echipa națională de fotbal a Spaniei.
Și-a petrecut întreaga carieră profesionistă cu Real Sociedad, având peste 200 de apariții și marcând peste 60 de goluri. A câștigat Copa del Rey în 2020, marcând în finală.
Oyarzabal și-a făcut debutul pentru naționala de seniori a Spaniei în 2016, reprezentând echipa la UEFA Euro 2020.

## Goluri internaționale
La meciul jucat pe 14 iulie 2024.
| No. | Dată              | Stadion                                             | Adversar        | Scor | Rezultat final | Competiție                         |
| --- | ----------------- | --------------------------------------------------- | --------------- | ---- | -------------- | ---------------------------------- |
| 1   | 10 iunie 2019     | Santiago Bernabéu Stadium, Madrid, Spania           | Suedia          | 3–0  | 3–0            | Calificările pentru UEFA Euro 2020 |
| 2   | 18 noiembrie 2019 | Metropolitano Stadium, Madrid, Spania               | România         | 5–0  | 5–0            | Calificările pentru UEFA Euro 2020 |
| 3   | 10 octombrie 2020 | Alfredo Di Stéfano Stadium, Madrid, Spania          | Elveția         | 1–0  | 1–0            | Liga Națiunilor UEFA 2020–21       |
| 4   | 17 noiembrie 2020 | Estadio de La Cartuja, Sevilla, Spania              | Germania        | 6–0  | 6–0            | Liga Națiunilor UEFA 2020–21       |
| 5   | 28 iunie 2021     | Parken Stadium, Copenhaga, Danemarca                | Croația         | 5–3  | 5–3 d.p.       | UEFA Euro 2020                     |
| 6   | 10 octombrie 2021 | San Siro, Milan, Italia                             | Franța          | 1–0  | 1–2            | Finala Liga Națiunilor UEFA 2021   |
| 7   | 16 noiembrie 2023 | Alphamega Stadium, Limassol, Cipru                  | Cipru           | 2–0  | 3–1            | Calificările pentru UEFA Euro 2024 |
| 8   | 5 iunie 2024      | Estadio Nuevo Vivero, Badajoz, Spania               | Andorra         | 2–0  | 5–0            | Meci amical                        |
| 9   | 5 iunie 2024      | Estadio Nuevo Vivero, Badajoz, Spania               | Andorra         | 3–0  | 5–0            | Meci amical                        |
| 10  | 5 iunie 2024      | Estadio Nuevo Vivero, Badajoz, Spania               | Andorra         | 4–0  | 5–0            | Meci amical                        |
| 11  | 8 iunie 2024      | Estadi Mallorca Son Moix, Palma de Mallorca, Spania | Irlanda de Nord | 5–1  | 5–1            | Meci amical                        |
| 12  | 14 iulie 2024     | Olympiastadion, Berlin, Germania                    | Anglia          | 2–1  | 2–1            | UEFA Euro 2024                     |